# شیرمرغ پاکوتاه
شیرمرغ پاکوتاه یا علف تگرگی پاکوتاه (نام علمی: Ornithogalum sintenisii) یکی از گونه‌های سردهٔ شیرمرغ است. ارتفاع گیاه ۶ سانتی‌متر است. گل آذین بدون ساقهٔ آن با گل‌های سفید رنگ ستاره‌ای شکل از مناظر معمول بهار در اراضی کم ارتفاع منطقهٔ خزر بوده و اغلب هزارها از آن در بین درختچه‌ها و جنگل‌های تنگ و باز دیده می‌شود. قطعات گلپوش سفید آن در حدود ۲۰ میلی‌متر طول داشته و دارای یک نوار پهن سبز رنگ در سطح خارجی است و برگ‌ها نیز به عرض ۲ تا ۴ میلی‌متر هستند. فصل گلدهی اسفند تا فروردین ماه است.